# Monologimuzyka
Monologimuzyka – pierwszy studyjny album polskiego rapera Dominika Grabowskiego, znanego jako Doniu. Został wydany w połowie listopada 2004 roku nakładem wytwórni UMC Records. Artystę wspomogli m.in. Duże Pe, 52 Dębiec, Ascetoholix czy Liber. Materiał został wyprodukowany przez Grabowskiego. Scratche wykonał DJ Story.

## Lista utworów
Opracowano na podstawie materiału źródłowego.
1. „Antre” (produkcja: Doniu) – 00:51
2. „Niech ktoś mnie obudzi” (produkcja: Doniu) – 03:33
3. „Przestrzeń” (produkcja: Doniu) – 03:52
4. „Dyktando (Paragraf ulicy)” (produkcja: Doniu, scratche: DJ Story) – 03:48
5. „Za szeroko” (produkcja: Doniu, scratche: DJ Story) – 04:06
6. „Cwaniak” (produkcja: Doniu, scratche: DJ Story) – 03:13
7. „Energia” (gościnnie: Duże Pe, produkcja: Doniu) – 03:31
8. „Uciekaj” (gościnnie: 52 Dębiec, produkcja: Doniu, scratche: DJ Story) – 04:00
9. „Chłopaki z sąsiedztwa” (gościnnie: Owal/Emcedwa, produkcja: Doniu) – 02:50
10. „Czas minął” (produkcja: Doniu) – 03:40
11. „Nasi” (gościnnie: Kris, Liber, produkcja: Doniu) – 04:34
12. „Halo kochanie” (produkcja: Doniu) – 03:16
13. „Skandal” (gościnnie: Rhazi, produkcja: Doniu, scratche: DJ Story) – 03:29
14. „Rendez-Vous (Remix)” (gościnnie: Kombii, Liber, produkcja: Doniu) – 03:27